# Comuna Ahja
Rägavere este o comună (vald) în regiunea Põlva, Estonia.
Comuna cuprinde 1 târgușor (alevik) și 8 sate.

Reședința comunei este târgușorul Ahja.

## Localități componente
Akste - Ibaste - Kärsa - Kosova - Loko - Mõtsküla - Mustakurmu - Vanamõisa